# Хумбан-нікаш III
Хумбан-нікаш III (д/н — бл. 647 до н. е.) — цар Еламу близько 647 року до н. е.

## Життєпис
Походив з династії Хумбан-тахрідів. Син Атта-мета-халкі. Відомостей про нього обмаль. 647 року до н. е. ассирійське військо повалило царя Хумбан-Халташа III. Внаслідок чого почався розгардіяж. Хумбан-нікаш III, що був стриєчним братом поваленого царя, оголосив себе володарем Еламу. Втім проти нього виступили родичі — Ідатту III і Хумбан-Хапуа. В боротьбі із ними або ассирійцями Хумбан-нікаш III загинув.